# 仁堆乡
仁堆乡（藏語：རིན་འདུས་），是中华人民共和国西藏自治区日喀则市南木林县下辖的一个乡镇级行政单位，位于南木林县西北部。

## 行政区划
仁堆乡下辖以下地区：
吉吾村、普拉村和洛扎村。

## 交通
- 562国道